# Турчасовский стан
Турча́совский стан — административно-территориальное образование в составе Каргопольского уезда Поморья, позднее Олонецкой губернии.

## География
Турчасовский стан находился на севере Каргопольского уезда, где сейчас находятся Онежский, Приморский и Плесецкий районы Архангельской области, в бассейне среднего и нижнего течения реки Онега (от Бирючевских порогов до Усть-Онеги и Онежского Поморья), захватывая также часть бассейна Северной Двины (по верхнему течению её левого притока р. Емцы). Название стан получил по его административному центру, селу (посаду) Турчасово. Стан граничил с Олонецким уездом и Двинским уездом Архангелогородской губернии.

## История
В XVI веке в Каргопольском уезде был образован Турчасовский стан, часто называвшийся в местных источниках «Нижней полуземлёй», поскольку составлял один из двух станов уезда и охватывал нижнее течение реки Онеги («Верхней полуземлёй» соответственно назывался Каргопольский стан).
Каргопольский стан делился на 2 части: Верхний конец (на юге) и Нижний конец (на севере). В конце XVII века в Верхнем конце Турчасовского стана находились Владыченское, Фирсовское и Пияльское усолья, а в начале XVIII века — Польское усолье. В начале XVIII века земельные владения Турчасовского стана делились на две категории: черносошенные (преобладали) и церковные (земли монастырей и церковных храмов).
В 1620-х годах в Каргополь и Турчасово назначались отдельные воеводы; в 1640-х годах всем уездом управлял один воевода.
В 1776 году было образовано Новгородское наместничество. Турчасовский стан Каргопольского уезда вошёл в Олонецкую область.
В 1780 году, в соответствии с реформой Екатерины II, из Турчасовского стана Каргопольского уезда был создан Онежский уезд, вошедший в Архангельскую область Вологодского наместничества.

## Волости
В стан входило 48 волостей, из которых 16 объединялись в две группы, также носивших название станов: 13 волостей входили в состав Усть-Мошенского стана, располагавшегося в бассейне р. Моши, правого притока Онеги; 3 волости — в состав Мехренгского стана в бассейне Мехренги, правого притока Емцы, впадающей в Двину. Остальные 32 волости входили непосредственно в Турчасовский стан.

### Мехренгский стан
- Тарасов погост
- Церковный погост
- Сельцо

### Усть-Мошенский стан
- Усть-Моша
- «что на Красном»
- Шалекушка Большая и Малая
- Даниславль на Озерках
- Дуброва Набережная
- «в Никольском приходе» (Пабережская)
- «На Ундозере»
- «На Лепшеозере»
- Лелма
- «На Мошеозере
- «На реке Лиме»
- «На Воеозере»
- «На реке Шожме»

### Отдельные волости
- «Около посаду»
- Фехталима (дореф. Ѳехталима)
- Кутовалга
- «На Прилуке»
- «На Клещеве поле»
- Тевзогорская
- Нермоша
- Городок Рагонимов
- Ордомский погост на Владычне
- «На Биричеве»
- Шелекса
- Пияла и Ковкула
- Вазеницы
- Чекуева Конец-Острова
- Чухчин Бор
- Поле
- Мудьюга
- Заостровская
- Пирзопалда
- «На реке Коже с Верхнего Конца»
- Корельская
- Вонгуда
- «У Петра святого над порогом» (Надпорожская)
- Подпорожье
- «Усть-реки Онеги»
- Варзогоры
- Нименга
- Кушрека
- Погост «на речке на Кянде»[4]
- «По реке Тамице»
- Малая Шуйка
- Нижмозерская